# Egas Afonso de Ribadouro
Egas Afonso de Ribadouro (c.1140 - c.1199) foi fidalgo e Cavaleiro medieval português, foi o sucessor de seu pai na chefia da casa de Ribadouro. Herdou o senhorio de Alvarenga, e dele descende o apelido Alvarenga.

## Biografia
Nascido por volta de 1140, Egas era o filho primogénito de Afonso Viegas de Ribadouro e da sua esposa Aldara Pires Espinhel. Era portanto neto do célebre Egas Moniz IV de Ribadouro, o célebre aio de Afonso Henriques, de quem terá provavelmente herdado o nome. Pertencia portanto à importante família de Ribadouro.
Após a morte do pai, ocorrida provavelmente por volta de 1165, dado que é Egas que surge na doação da avó, Teresa Afonso de Celanova, com todos os seus filhos vivos e netos, ao Mosteiro de Tuías. Herdou do pai, por entre vários bens, as honras de Alvarenga e Cresconhe.
Surgiu pela primeira vez na corte em 1179, a confirmar, possivelmente, o foral de Abrantes. No ano seguinte já exercia as tenências de Sanfins e Armamar. Deu foral à vila de Parada.
Com Sancho I de Portugal, manteve os mesmos postos e confirmou, em 1189, o o foral deste monarca à Covilhã. Nesse ano ganhou de novo o governo da terra de Sanfins, que perdera ainda em 1180. Como governador, doou, com a esposa, várias pesqueiras no rio Douro, em Concela, a João Fernandes, abade do Mosteiro de Salzedas.
Em 1199 está documentado como tenente de Lafões, mas desaparece da documentação ainda neste ano, pelo que terá falecido provavelmente pouco depois.

## Casamento e descendência
Egas desposou Sancha Pais de Toronho, filha de Paio Curvo de Toronho. Deste casamento resultaram:
- Lourenço Viegas de Alvarenga, casou com Mór Pais.
- Paio Viegas de Alvarenga (c. 1210 -?) casou com  Teresa Anes de Riba de Vizela, filha de João Fernandes de Riba de Vizela e de Maria Soares de Sousa.
- Gomes Viegas de Alvarenga
- Pedro Viegas de Alvarenga, teve uma barregã desconhecida, originária de Toronho.
- Aldara Viegas de Alvarenga, casou com Lopo Afonso de Baião.
- Mor Viegas de Alvarenga